# Лонг-Лейк (Південна Дакота)
Лонг-Лейк (англ. Long Lake) — місто (англ. town) в США, в окрузі Макферсон штату Південна Дакота. Населення — 27 осіб (2020).

## Географія
Лонг-Лейк розташований за координатами 45°51′24″ пн. ш. 99°12′21″ зх. д. / 45.85667° пн. ш. 99.20583° зх. д. (45.856661, -99.205788).  За даними Бюро перепису населення США в 2010 році місто мало площу 0,72 км², уся площа — суходіл.

## Демографія
Згідно з переписом 2010 року, у місті мешкала 31 особа в 18 домогосподарствах у складі 9 родин. Густота населення становила 43 особи/км².  Було 47 помешкань (65/км²).
Расовий склад населення:
| - 93,5 % — білих - 6,5 % — вихідців з тихоокеанських островів |

До двох чи більше рас належало 0,0 %. Частка іспаномовних становила 0,0 % від усіх жителів.
За віковим діапазоном населення розподілялося таким чином: 12,9 % — особи молодші 18 років, 51,6 % — особи у віці 18—64 років, 35,5 % — особи у віці 65 років та старші. Медіана віку мешканця становила 54,8 року. На 100 осіб жіночої статі у місті припадало 93,8 чоловіків;  на 100 жінок у віці від 18 років та старших — 80,0 чоловіків також старших 18 років.
Середній дохід на одне домашнє господарство  становив 45 480 доларів США (медіана — 41 875), а середній дохід на одну сім'ю — 46 621 долар (медіана — 42 083). 
Цивільне працевлаштоване населення становило 3 особи. Основні галузі зайнятості: роздрібна торгівля — 33,3 %, виробництво — 33,3 %, сільське господарство, лісництво, риболовля — 33,3 %.